# Первоцвіт дрібний
Первоцвіт дрібний (Primula minima) — вид рослин родини первоцвітові.

## Поширення
Вид поширений у високогір'ї Карпат, Альп та Балкан. В Україні — в гірських масивах Чорногора та Мармарош.

## Охорона
Первоцвіт дрібний занесений до Червоної книги України зі статусом «рідкісний». Під охороною в Карпатському біосферному заповіднику.